# Bethersden
Bethersden is een civil parish in het bestuurlijke gebied Ashford, in het Engelse graafschap Kent met 1481 inwoners.